# Hanns Lamers
Hanns Lamers (* 28. April 1897 in Kleve; † 9. Februar 1966 in Kleve) war ein deutscher Maler der klassischen Moderne.

## Leben und Werk
Hanns Lamers wurde als Sohn des Kirchenmalers Heinrich Lamers und der Krippenkünstlerin Johanna Vordermayer geboren. Von seinem Vater erhielt er ersten fachlichen Unterricht. 1912 machte er in Holzkirchen in Bayern eine Bäckerlehre. Von 1917 bis 1918 diente er als Soldat im Ersten Weltkrieg. Ab 1919 ging er bei seinem Vater in die Lehre. Von 1920 bis 1926 studierte er an der Königlichen Kunstgewerbeschule München bei Josef Eberz sowie in Berlin. In diesen Jahren unternahm Lamers Studienreisen nach Italien, Tunis, Südfrankreich und Korsika. 1927 ging er nach Paris und studierte bei Roger Bissiére und Gino Severini an der Académie Ranson. In Paris, wo er bis 1939 lebte, lernte er seine spätere Frau Ilse Schmidt kennen († 23. Oktober 1988 in Wiesbaden), die er 1946 heiratete. Von 1935 bis 1939 unternahm Lamers Studienreisen nach Italien und dem Balkan.
Ab 1939 wurde er erneut als Soldat im Zweiten Weltkrieg eingezogen und ab 1941 im Russland-Feldzug eingesetzt, bei dem er einen Hörschaden erlitt. Fast alle seine Arbeiten aus den 1920er und 1930er Jahren fielen Bomben zum Opfer. 1945 kehrte Lamers nach Kleve zurück und bezog mit seiner Frau den Turm des Hauses Koekkoek, dem ehemaligen Atelier des Landschaftsmalers Barend Cornelis Koekkoek. Das Wohn-Atelier entwickelte sich zu einem Treffpunkt für junge Künstler. Zum Kreis zählten u. a. Joseph Beuys, der Fotograf Fritz Getlinger, auch Rudolf Schoofs oder der Bildhauer Pierre Theunissen und der Galerist René Block.
1936 gründete er zusammen mit dem Maler und Bildhauer Walther Brüx das „Künstlergilde Profil“, dass ab 1947 unter den Namen „Niederrheinischer Künstlerbund“ fortgeführt wurde.
Um 1947 entstand das Spätwerk des Künstlers, welches beeinflusst ist vom Kubismus und Surrealismus sowie von Pablo Picasso und Paul Klee. Es besteht aus zahlreichen Druckgrafiken und Gemälden, in denen er versuchte, die Erlebnisse des Krieges auszudrücken oder zu verarbeiten und sich mit dem Zeitgeschehen auseinanderzusetzen. Die aufrechte oder zerbrochene Säule und die klingende oder zerstörte Harfe tauchen dabei immer wieder als Leitmotiv auf.
In Kleve ist der Hanns-Lamers-Platz hinter dem Haus Koekkoek nach dem Künstler benannt.

## Einzelausstellungen
Eine Auflistung der Einzel- und Gruppenausstellungen ist in Litz Kentner, Wie zwei alte Turmeulen zu einem Turmkind kamen: Meine Jahre mit Hanns & Ilse Lamers in Kleve, Freundeskreis Museum Kurhaus Kleve und Haus Koekkoek, Kleve, 2014, enthalten auf den S. 198 – 199.
- 1958 Hanns Lamers, Städtisches Museum Haus Koekkoek, Kleve
- 1963 Hanns Lamers, Kunstkreis, Rheinhausen
- 1964 Städtische Galerie Oberhausen (mit Remigius Netzer)
- 1966 Kunst am Niederrhein seit 1900, Städtisches Museum Haus Koekkoek, Kleve (Gedächtnisausstellung, eigener Bereich in der Jubiläumsausstellung)
- 1974 Städtische Sammlungen Rheinhausen (mit Walter vom Endt)
- 1982 Hanns Lamers 1897–1966, Städtisches Museum Haus Koekkoek, Kleve
- 1986 Hanns Lamers. Druckgrafik und Entwurfszeichnungen, Städtisches Museum Haus Koekkoek, Kleve
- 1988 Hanns Lamers, Städtisches Museum Haus Koekkoek, Kleve
- 2000 Hanns Lamers 1897–1966, Museum Kurhaus Kleve

## Werkdokumentation
- Hanns Lamers. Werkkatalog mit einem Verzeichnis der Aquarelle, Radierungen, Bleistiftzeichnungen, Linolschnitte, Lithografien, Ölbilder, Reliefbilder, Holzschnitte und Hinter Glasbilder. Mit Texten von Herbert Griebitzsch, Josef Nyssen und Grußworten von Freunden, u. a. von Heinrich van Ackeren, Joseph Beuys, René Block, Horst Brienen, Horst Egon Kalinowski und Rudolf Schoofs. Gedruckt von G. W. Bösmann KG, Kleve ca. 1967, ohne ISBN (Auflage: 600 Exemplare, unmittelbar nach Lamers Tod 1966 zusammengestellt).